# Anna Giustiniani
La marquise Anna Schiaffino Giustiniani, née à Paris le 9 août 1807 et morte à Gênes le 30 avril 1841, est une aristocrate et une patriote italienne.
Elle est connue pour sa relation avec le futur homme d'état Camillo Cavour lorsque celui-ci est affecté à Gênes, le 29 mars 1830, alors qu'il commence sa carrière d'officier à la Direction du Génie de l'armée du royaume de Sardaigne.

## Biographie
Anna Giustiniani est la fille du baron Giuseppe Schiaffino, de Recco, et de  Maddalena Corvetto dite Manin (fille de Louis-Emmanuel Corvetto, économiste et ministre français des Finances, conseiller d’État, dirigeant de la République ligure et comte par la volonté de Napoléon Bonaparte). Anna est surnommée Nina par Cavour  alors que le surnom de Leopardina lui est donnée par l'entourage de l'écrivain Giacomo Leopardi).
Elle passe sa petite enfance à Paris, élevée dans un milieu aristocratique : son père entre au service de Louis XVIII au lendemain de la Restauration et en 1817, lorsque Anna a dix ans, il est nommé Consul Général de France à Gênes. Ils quittent donc l'immeuble parisien de la rue des Moulins et s'installent en Ligurie. Des précepteurs de différents pays lui donnent une formation classique dans le Palazzo Doria-Spinola (aujourd'hui Via Garibaldi) où sont situés les bureaux du consulat.
À dix-neuf ans, elle se marie avec le marquis Stefano Giustiniani, son aîné de sept ans et qui appartient à une des familles les plus influentes de Gênes et proches des milieux du roi Charles-Félix de Savoie.
À Gênes, dès 1827, la marquise anime un salon pro-républicain. Elle collecte des fonds et fait de la propagande auprès des sympathisants de la Giovine Italia de Mazzini. Parmi les habitués de son salon politique, on trouve Agostino Spinola, Giacomo Balbi Piovera, Nicola Cambiaso et Bianca Rebizzo, la femme de  Lazzaro Rebizzo, puis la maîtresse de l'armateur Raffaele Rubattino qui participe à l'organisation de l'expédition des Mille. C'est dans ce contexte qu'en 1830, il fait la connaissance du jeune officier du Génie, Camillo Cavour.
Cavour maintient avec Anna une étroite relation épistolaire (arrivant à lui écrire 160 lettres en une année), surtout lorsque le futur homme d'État, auteur d'un discours contre la tyrannie interprété comme un acte anti-monarchique, est rappelé à Turin, le 15 décembre la même année.
La sortie à l'opéra d'Anna, habillée avec une couleur flamboyante au mépris du deuil à la suite de la mort du roi Charles-Félix provoque un scandale. Pour cette raison, la famille est considérée comme des opposants aux autorités locales et Anna doit déménager à Milan. Elle y reste jusqu'en 1834.
À partir de cette date, elle se déplace régulièrement, d'abord à Turin où elle a eu l'occasion de revoir Cavour, puis à Vinadio, pour se soigner dans les stations thermales enfin, elle retourne à Voltri et s'installe dans la villa de la famille Giustiniani, où elle reçoit Cavour avec qui elle se promène le long de la plage à proximité de Vesima. Les deux amants se voient pour la dernière fois pendant le dernier séjour de Cavour à Voltri, avant son départ pour Paris, vers le 18 octobre 1834.

## Les dernières années
Elle vit ses dernières années recluses en raison de conditions mentales alarmantes. Après une première tentative infructueuse, elle réussit sa tentative de suicide en sautant d'un balcon du Palazzo Lercari, non loin de sa maison d'enfance, où elle est placée. Elle meurt après plusieurs jours d'agonie, laissant trois enfants.
Elle est enterrée dans l'église de Capucins de Gênes. Ni le marquis Giustiniani — qui épouse en secondes noces Geronima Ferretti (la muse de Goffredo Mameli) — qui meurt du choléra en 1855, ni la famille d'origine des Schiaffino et des Corvetto, ne veulent qu'elle soit enterrée dans la tombe familiale à Voltri, Recco ou Nervi.
Sur sa tombe est inscrit :

« Annae Schiaffini Corvetto, Pridie Calendas Maias Sui Patriaeque Erptae Stephanus Ex Giustinianeis D. Chiens Parvique Nati Uxori Matrique Optatissimae Insolabiles Poneband. MDCCCXLI »

Pour Cavour, Anna Giustiniani resta « un souvenir sacré et cher ». Elle qui n'avait pas oublié le comte, lui envoyant une lettre d'amour « remplie de baisers » écrite en dialecte génois, avait noté dans son journal peu avant son geste fatal :
« […] Je sais que deux yeux, un visage chéri m'a fait me souhaiter l'anesthésie, ils m'ont fait complètement oublier mon existence personnelle, j'aurais voulu que tout ce que j'ai de vie soit consommée dans un regard — ce que cela signifie ? Parce que pour moi mon bonheur réside dans un autre ? Et pourquoi cet autre est Camillo ? Camillo ! Ah Camillo ! »

## Source de traduction
- (it) Cet article est partiellement ou en totalité issu de l’article de Wikipédia en italien intitulé « Nina Giustiniani » (voir la liste des auteurs).